# 蒂卢瓦莱莫夫莱讷
蒂卢瓦莱莫夫莱讷（法語：Tilloy-lès-Mofflaines，法語發音：[tilwa lɛ mɔflɛn]）是法国上法蘭西大區加来海峡省的一个市镇，属于阿拉斯区。

## 地理
蒂卢瓦莱莫夫莱讷（50°16'35"N, 2°48'59"E）面积7.69 平方千米，位于法国上法蘭西大區加来海峡省，该省份为法国北部沿海省份，西北濒北海，南至索姆省，东临北部省。
与蒂卢瓦莱莫夫莱讷接壤的市镇（或旧市镇、城区）包括：圣洛朗-布朗日、讷维尔维塔斯、弗希、旺库尔、博兰、阿拉斯。

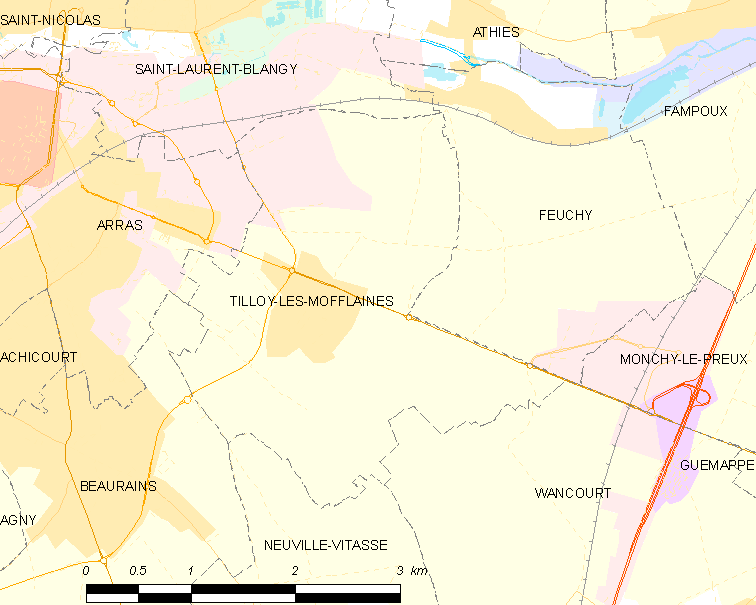
蒂卢瓦莱莫夫莱讷的OSM定位图

蒂卢瓦莱莫夫莱讷的时区为UTC+01:00、UTC+02:00（夏令时）。

## 行政
蒂卢瓦莱莫夫莱讷的邮政编码为62217，INSEE市镇编码为62817。

## 政治
蒂卢瓦莱莫夫莱讷所属的省级选区为阿拉斯第三县。

## 人口

1962-2008年间蒂卢瓦莱莫夫莱讷人口变化图示

蒂卢瓦莱莫夫莱讷于2022年1月1日时的人口数量为1564人。